# 海灣軒

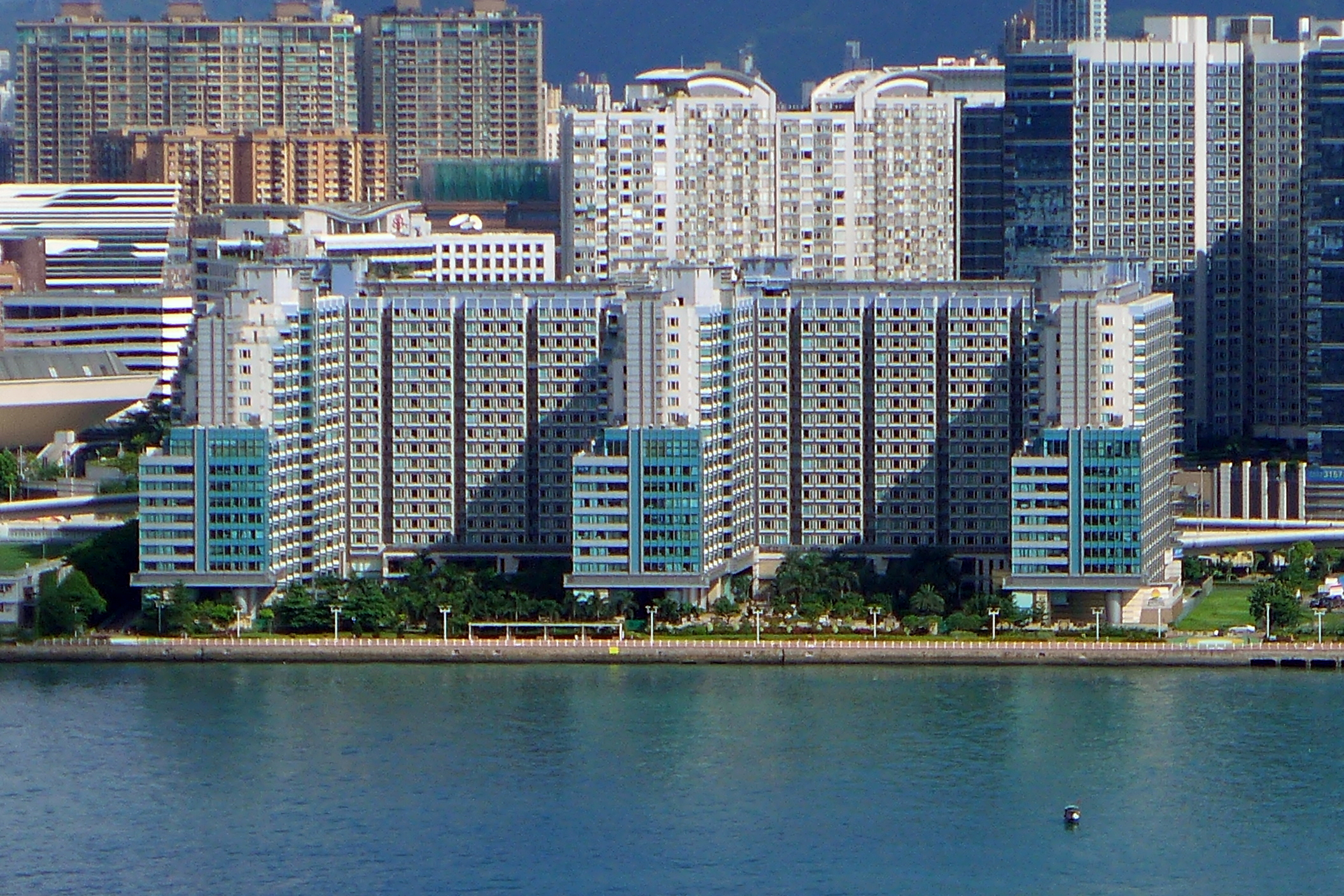
海灣軒

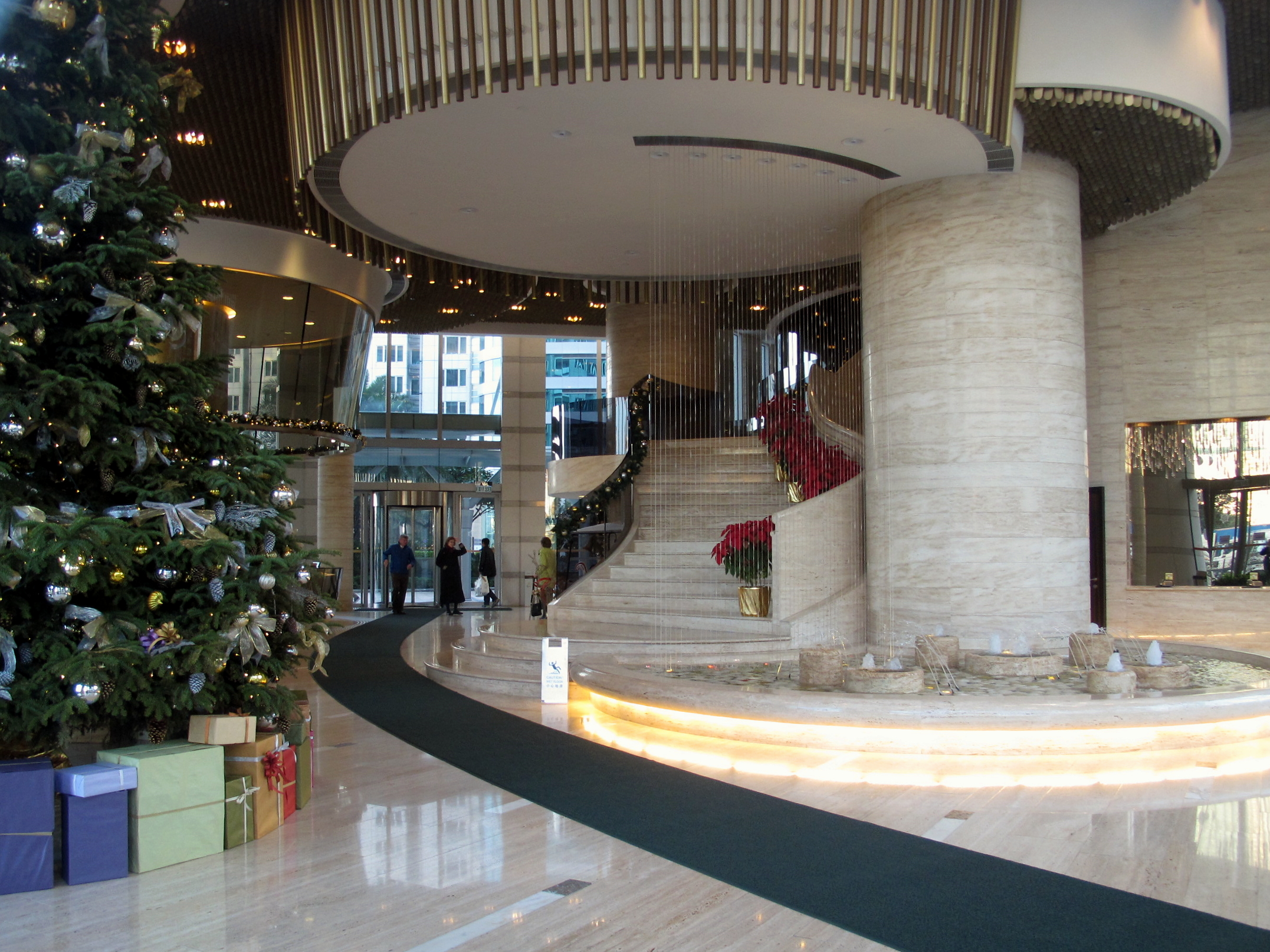
海灣軒大堂

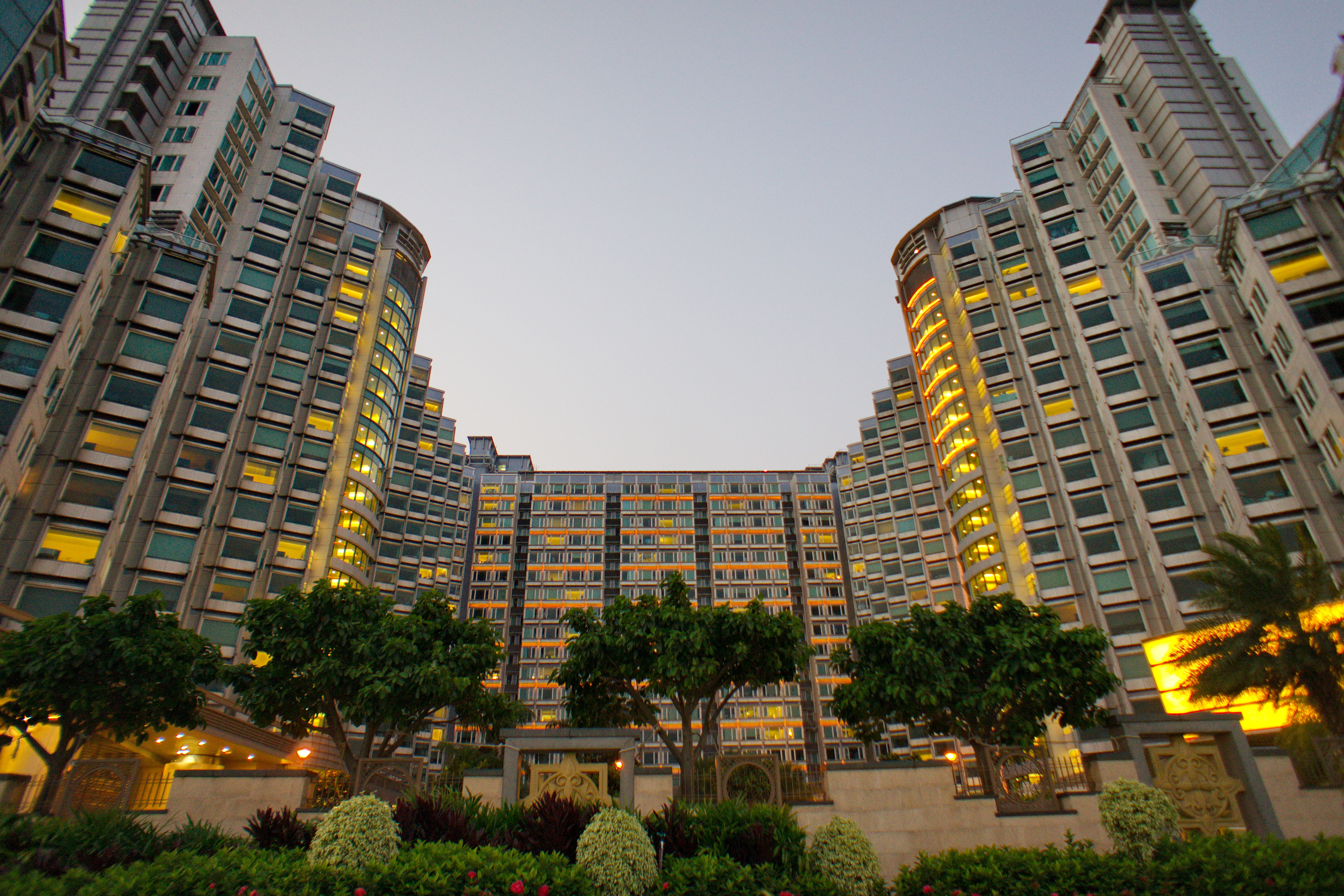
華燈初上的海灣軒

海灣軒（英語：Harbourfront Horizon）全名海灣軒海景酒店，是香港的一間酒店式公寓，位於九龍紅磡灣紅鸞道8號，與海韻軒合成「雙子酒店」，鄰近港鐵紅磡站，是長江實業集團屬下四間「家庭式酒店」之一，於2007年開業。
海灣軒提供1,662間房，全部附連家具、裝修及備餐間，面積647-724平方呎，分為兩房兩廳及三房兩廳間隔。少量連花園平台或露台，部份單位有維多利亞港海景
2019年5月，發展商就海灣軒入紙申請重建為商廈，屋宇署獲批重建成2幢約15層高的雙子式商廈，預計可提供約107.7萬平方呎樓面。到2023年6月，發展商提出申請將酒店改裝為1665伙住宅。

## 設施
- 園林花園
- 熱帶園林游泳池／按摩池
- 男、女桑拿室
- 男、女蒸條浴室
- 視聽室
- 健身室
- 兒童天地
- 消閒娛樂中心
- 商務中心

## 外部参考
- 官方網站

22°18′00″N 114°11′06″E / 22.30000°N 114.18507°E